# Redirecionamento de DNS
Redirecionamento de DNS ou sequestro de DNS é a prática de redirecionar a consulta de Domain Name System (DNS). Isto pode ser conseguido por um malware que substitui a configuração TCP/IP de um computador para apontar para um servidor DNS desonesto sob o controle de um atacante, ou através da modificação do comportamento de um servidor DNS confiável que não está em conformidade com os padrões de internet.
Essas modificações podem ser feitas para fins maliciosos, tais como phishing, ou para fins de auto-serviço por provedores de serviços de Internet (ISPs) e provedores públicos / à base de roteador do servidor DNS on-line, para o tráfego na web dos usuários, direto dos próprios servidores web do ISP onde anúncios podem ser servidos, estatísticas recolhidas, ou outros propósitos de ISP; e pelos prestadores de serviços de DNS para bloquear o acesso a domínios selecionados como uma forma de censura.